# Алексеевское сельское поселение (Корочанский район)
Алексе́евское се́льское поселе́ние — муниципальное образование в Корочанском районе Белгородской области.
Административный центр — село Алексеевка.

## История
Алексеевское сельское поселение образовано 20 декабря 2004 года в соответствии с Законом Белгородской области № 159.

## Население
| 2010  | 2011  | 2012  | 2013  | 2014  | 2015  | 2016  | 2017  | 2018  |
| ----- | ----- | ----- | ----- | ----- | ----- | ----- | ----- | ----- |
| 2563  | ↘2559 | ↘2545 | ↘2498 | ↘2415 | ↗2469 | ↗2474 | ↗2479 | ↘2475 |
| 2019  | 2020  | 2021  |       |       |       |       |       |       |
| ↘2452 | ↘2383 | ↘2160 |       |       |       |       |       |       |

## Состав сельского поселения
| № | Населённый пункт | Тип населённого пункта       | Население |
| - | ---------------- | ---------------------------- | --------- |
| 1 | Алексеевка       | село, административный центр | ↘2259     |
| 2 | Замостье         | село                         | ↗109      |
| 3 | Кошмановка       | хутор                        | ↘3        |
| 4 | Мазикино         | село                         | ↘132      |
| 5 | Сафоновка        | село                         | ↗26       |
| 6 | Сороковка        | хутор                        | ↗34       |

## Известные уроженцы
- В с. Алексеевка родился Бабаков, Иван Михайлович (1890—1974), украинский советский математик.